# Laguna de la Invernada
Laguna de la Invernada är en sjö i Chile.   Den ligger i regionen Región del Maule, i den södra delen av landet, 250 km söder om huvudstaden Santiago de Chile. Laguna de la Invernada ligger 1 297 meter över havet. Arean är 5,6 kvadratkilometer. Den sträcker sig 2,8 kilometer i nord-sydlig riktning, och 5,1 kilometer i öst-västlig riktning.
Trakten runt Laguna de la Invernada är ofruktbar med lite eller ingen växtlighet. Runt Laguna de la Invernada är det glesbefolkat, med 8 invånare per kvadratkilometer.